# Germand Gladensvend
"Germand Gladensvend" (DgF 33 A-F) er en folkevise, der første gang er indskrevet i Hjertebogen, en adelig poesibog anlagt ca. 1553-1555. Den første trykte version findes i Anders Sørensen Vedel Hundredvisebog fra 1591.
Visen indgår i lyrikantologien i Kulturkanonen fra 2006.

## Plot
Visen er en grum historie om et kongepar, der på en sejlads oplever at være holdt fast, og en trold ("Gam") lover at få dem videre, hvis de vil give ham det, dronningen har under bæltet. Hun smider sin nøgle overbord, og de kommer videre. Tilbage på land opdager hun, at hun er gravid, og fem måneder senere føder hun en søn, som hun bedrøvet ser vokse op, idet hun indser, at det var ham, trolden ville have. Da trolden kommer på besøg, prøver hun at bilde ham ind, at hun ikke har nogen børn.
Sønnen, Germand Gladensvend, vil som 15-årig rejse til Engelland (England), idet han er forlovet med en prinsesse der. Han låner sin mors fjederham og flyver dertil, men undervejs møder han trolden. Germand insisterer på at flyve videre, hvilket trolden indvilger i, mod at han får Germands ene øje og drikker halvdelen af hans hjertes blod. Da han derpå kommer til Engelland, bliver alle de unge piger skræmte af hans bleghed, og kun jomfru Sølverlad tager sig af ham. Hun forbander Germands mor, men Germand siger, at hans ulykke skyldes skæbnen.
Germand flyver nu hjemad igen, og Sølverlad følger efter ham. Undervejs klipper hun alle fugle i stykker for at forsøge at ramme trolden, der flere steder har optrådt i form af en ravn, men hun får hverken ram på trolden eller fundet Germand, og visen slutter med, at hun finder hans hånd.

## Opbygning
Visen består af 32 strofer på hver fire vers med rim i anden og fjerde vers (i de fleste strofer) samt et omkvæd: "Saa fløj han over den Rin" ("Rin" betyder her "hav").
I den længste udgave var der 50 strofer. Ud over at jomfruen her hedder Adelutz, er den største forskel, at historien fortælles lidt grundigere, og at jomfruen efter at have fundet Germands hånd jager videre efter trolden og finder ham, hvorpå hun klipper ham i småstykker. Da hun alligevel ikke kan finde Germand, dør hun til sidst af sorg.